# 呉沛儀
呉 沛儀（ウー・ペイイ、英語: Pei Yi Wu、1996年1月22日 - ）は、台湾のプロボクサーである。初代WBO女子アジア太平洋フェザー級王者。

## 来歴
アマチュア時代には2015年アジア選手権ライトミドル級で銅メダルを獲得し、ユース世界選手権、2020年東京オリンピックアジア・オセアニア予選に出場。
2022年10月16日、日本の熊本しろやまスカイドームにてシ・ウンギョン戦でプロデビューし2回TKO勝利。
2023年4月7日、プロ初となる母国での公式試合としてSuwanun Antanaiを3回TKOで退け連勝。
2024年1月27日、ベトナム・ヴンタウにてNapaporn Ruengsuwanとの初代WBO女子アジア太平洋フェザー級王座決定戦に臨み、6回3-0（60-53×3）のフルマークで勝利しプロ初タイトル獲得。
2024年12月21日、Thanchanok Phananを8回TKOで下しプロ2冠目となるWBC女子アジアフェザー級王座獲得。
2025年6月26日、後楽園ホールにて大澤あねらとのOPBF女子東洋太平洋フェザー級王座決定戦。当初はノンタイトルと発表されていたが、大澤もOPBFランキング入りしたため王座決定戦に変更された。試合は0-3判定でプロ初黒星を喫した。

## 戦績
- プロ：5戦 4勝 3KO 1敗

| 戦           | 日付           | 勝敗 | 時間    | 内容    | 対戦相手                 | 国籍 | 備考                                   |
| ------------ | -------------- | ---- | ------- | ------- | ------------------------ | ---- | -------------------------------------- |
| 1            | 2022年12月16日 | ☆    | 3R 1:52 | TKO     | シ・ウンギョン           | 韓国 | プロデビュー戦                         |
| 2            | 2023年4月7日   | ☆    | 3R 1:28 | TKO     | Suwanun Antanai          | タイ |                                        |
| 3            | 2024年1月27日  | ☆    | 6R      | 判定3-0 | Napaporn Ruengsuwan      | タイ | WBO女子アジア太平洋フェザー級王座獲得  |
| 4            | 2024年12月21日 | ☆    | 8R 1:59 | TKO     | Thanchanok Phanan        | タイ | WBC女子アジアフェザー級王座獲得        |
| 5            | 2025年6月26日  | ★    | 8R      | 判定0-3 | 大澤あねら(パンチアウト) | 日本 | OPBF女子東洋太平洋フェザー級王座決定戦 |
| テンプレート |                |      |         |         |                          |      |                                        |

## 獲得タイトル
- 初代WBO女子アジア太平洋フェザー級王座
- WBC女子アジアフェザー級王座